# Teddy Maybank
Teddy Maybank ( Londen (Engeland), 11 oktober 1956), is een voormalig Engels voetballer.
Maybank speelde in de jeugd van Chelsea. Verder speelde hij nog voor Brighton en Fulham als PSV hem koopt. Het is de eerste aankoop van manager Kees Ploegsma die Maybank koopt op advies van Thijs Libregts. PSV betaalt 1 miljoen gulden voor hem, maar na totaal 6 wedstrijden voor PSV wordt Maybank afgekeurd voor betaald voetbal vanwege “rubberen knieën”, zoals de supporters plachten te zeggen.